# Vanløse IF
Vanløse IF is een Deense voetbalclub uit Vanløse, een buitenwijk van Kopenhagen.

## Geschiedenis
De club bereikte in 1974 als tweededivisionist de finale van de beker van Denemarken en speelde tegen een andere tweededivisionist, OB Odense. Voor 20.000 toeschouwers won de club met 5-2 van Odense. De kroon op het werk was een promotie naar de hoogste klasse middels een kampioenschap. Als bekerwinnaar mocht de club een Europees avontuur aangaan in de Europacup II. Het was maar een kort avontuurtje, want SL Benfica versloeg de club twee keer met duidelijke cijfers. In de competitie werd de club achtste van zestien clubs. Het volgende seizoen werd Vanløse laatste en degradeerde. Daarna kon de club nooit meer terugkeren op het hoogste niveau.

## Erelijst
- Beker van Denemarken

1974
- Kampioen 2e klasse

1974

## Eindklasseringen
| ? |

| 6 |

| 3 |

| 1 |

| 6 |

| 7 |

| 11 |

| 7 |

| 6 |

| 5 |

| 1 |

| 10 |

| 11 |

| 1 |

| 10 |

| 10 |

| 4 |

| 10 |

| 12 |

| 4 |

| 5 |

| 1 |

| 1 |

| 8 |

| 16 |

| 7 |

| 8 |

| 8 |

| 15 |

| 9 |

| 4 |

| 11 |

| 1 |

| 2 |

| 6 |

| 7 |

| 7 |

| 10 |

| 6 |

| 3 |

| 6 |

| 7 |

| 9 |

| 8 |

| 7 |

| 6 |

| 10 |

|  |

|  |

|  |

|  |

| 4 |

|  |

|  |

|  |

|  |

|  |

|  |

|  |

|  |

| 12 |

| 14 |

| 8 |

| 8 |

| 13 |

| 2 |

| 14 |

| 6 |

| 3 |

| 4 |

| 1 |

| 9 |

| 9 |

| 8 |

| 8 |

| 5 |

| 12 |

| Superligaen (Niv. 1) | 1. division (Niv. 2) | 2. Division (Niv. 3) | 3. Division (Niv. 4) | Danmark Series (Niv. 5 |

In 1991 werd de Superligaen geïntroduceerd. De 1. division werd vanaf dat jaar het 2e niveau en de 2. division het 3e niveau. 
 In de seizoenen 1991/92 t/m 1994/95 werd een herfst- (h) en een voorjaarscompetitie (v) gespeeld, waarbij in de herfst al werd gepromoveerd en gedegradeerd.

## Vanløse in Europa
- 1R = eerste ronde

Uitslagen vanuit gezichtspunt Vanløse IF
| Seizoen | Competitie   | Ronde | Land              | Club       | Totaalscore | 1e W    | 2e W    | PUC |
| ------- | ------------ | ----- | ----------------- | ---------- | ----------- | ------- | ------- | --- |
| 1974/75 | Europacup II | 1R    | Vlag van Portugal | SL Benfica | 1-8         | 0-4 (U) | 1-4 (T) | 0.0 |

Zie ook: Deelnemers UEFA-toernooien Denemarken

## Bekende (oud-)spelers
- Ole Bjur
- Ebbe Skovdahl